# Împăratul Reigen
Împăratul Reigen (japoneză 霊元天皇; 9 iulie 1653 - 22 septembrie 1732) a fost al 112-lea împărat al Japoniei,   potrivit ordinii tradiționale de succesiune.
Domnia lui Reigen s-a întins din 1663 până în 1687.